# 6842 Krosigk
6842 Krosigk eller 3016 P-L är en asteroid i huvudbältet som upptäcktes den 24 september 1960 av den nederländsk-amerikanske astronomen Tom Gehrels och det nederländska astronomparet Ingrid van Houten-Groeneveld och Cornelis Johannes van Houten vid Palomarobservatoriet. Den är uppkallad efter tyske amatörastronomen Baron Bernhard Friedrich von Krosigk.
Asteroiden har en diameter på ungefär 6 kilometer.